# Campionato mondiale giovanile di scherma 1988
Il Campionato mondiale juniores di scherma del 1988 ("1988 World Juniors Fencing Championships") è stato organizzato dalla Federazione internazionale della scherma e si è svolto a South Bend in Stati Uniti d'America dal 30 marzo al 4 aprile.
Nel fioretto, si sono aggiudicati i titoli del campionato mondiale il tedesco Alexander Koch, che ha battuto in finale il tedesco Thomas Endres, e la tedesca Anja Fichtel-Mauritz che ha avuto la meglio sulla sovietica Elena Glikina.
Nella spada il sovietico Pavel Kolobkov ha battuto in finale l'italiano Mario Bovis, ottenendo il titolo mondiale juniores maschile.
Nella sciabola il sovietico Vladimir Prokin prevale sull'italiano Claudio Rubino.

## Podi

### Uomini
| Specialità  | Oro             | Argento        | Bronzo             |
| Individuali |                 |                |                    |
| Fioretto    | Alexander Koch  | Thomas Endres  | Alessandro Puccini |
| Spada       | Pavel Kolobkov  | Mario Bovis    | Oleg Skorobogatov  |
| Sciabola    | Vladimir Prokin | Claudio Rubino | Jochen Knies       |

### Donne
| Specialità  | Oro                  | Argento       | Bronzo          |
| Individuali |                      |               |                 |
| Fioretto    | Anja Fichtel-Mauritz | Elena Glikina | Diana Bianchedi |

## Medagliere
| Pos.   | Nazione          | Oro | Argento | Bronzo | Totale |
| ------ | ---------------- | --- | ------- | ------ | ------ |
| 1      | Unione Sovietica | 2   | 1       | 1      | 4      |
| 2      | Germania         | 2   | 1       | 1      | 4      |
| 3      | Italia           | 0   | 2       | 2      | 4      |
| Totale | Totale           | 4   | 4       | 4      | 12     |